# 豐偌暉
豐偌暉（1978年3月22日—2018年5月15日），出生於台東縣，阿美族原住民，為台灣的棒球選手，曾經效力於中華職棒誠泰COBRAS隊，守備位置為投手。他是棒球運動員豐祥瑞的世姪。
2007年與卑南族歌手Saya（本名張惠春，為張惠妹胞妹）奉子成婚，2014年傳出離婚消息。2018年5月15日潛水時發生意外溺斃，享年40歲。

## 經歷
- 台東縣新生國小少棒隊
- 台東縣鹿野國小少棒隊
- 臺北縣華僑中學青少棒隊（榮工）
- 臺北縣溪崑國中青少棒隊（榮工）
- 臺北縣中華中學青棒隊（榮工）
- 臺北體院棒球隊
- 那魯灣榮工棒球隊
- 台灣大聯盟嘉南勇士隊（2001年～2002年）
- 中華職棒誠泰太陽隊（2003年）
- 中華職棒誠泰COBRAS隊（2004年）
- 台東縣桃源國中青少棒隊教練（2015年～2018年）

## 職棒生涯成績
| 年度   | 球隊       | 出賽 | 勝投 | 敗投 | 中繼 | 救援 | 完投 | 完封 | 四死 | 三振 | 責失 | 投球局數 | 防禦率 |
| ------ | ---------- | ---- | ---- | ---- | ---- | ---- | ---- | ---- | ---- | ---- | ---- | -------- | ------ |
| 2003年 | 誠泰太陽   | 26   | 1    | 6    | 0    | 0    | 0    | 0    | 43   | 33   | 51   | 100.2    | 4.56   |
| 2004年 | 誠泰COBRAS | 11   | 0    | 0    | 2    | 0    | 0    | 0    | 8    | 15   | 9    | 20.2     | 4.05   |
| 合計   | 2年        | 37   | 1    | 6    | 2    | 0    | 0    | 0    | 51   | 48   | 60   | 120.2    | 4.48   |

## 外部連結
- 豐偌暉在台灣棒球維基館上的頁面（繁體中文）
- 豐偌暉在中華職棒
- 豐偌暉在Baseball-Reference.com（小聯盟以及海外聯盟）（英语）